# Магдалена Баварска (1587 – 1628)
Вижте пояснителната страница за други личности с името Магдалена Баварска.
Магдалена Баварска (на немски: Magdalene von Bayern; * 4 юли 1587, Мюнхен; † 25 септември 1628, Нойбург на Дунав) от род Вителсбахи, е баварска принцеса и чрез женитба пфалцграфиня на Нойбург и херцогиня на Юлих-Берг.

## Живот
Тя е най-малкото дете на баварския херцог Вилхелм V (1548 – 1626) и съпругата му Рената (1544 – 1602), дъщеря на херцог Франц I от Лотарингия.
Магдалена се омъжва на 11 ноември 1613 г. в Мюнхен за пфалцския наследствен принц Волфганг Вилхелм от Волфганг (1578 – 1653). Той е близък приятел на нейния брат Максимилиан. Магдалена получава зестра 50 000 гулдена и от брат си още 30 000 гулдена.
Магдалена умира внезапно на 41 години и е погребана в новопостроената гробница на йезуитската църква в Волфганг.

## Деца
Магдалена ражда един син:
- Филип Вилхелм (1615 – 1690), херцог на Нойбург, херцог на Юлих и Берг, курфюрст на Пфалц

∞ 1. 1642 принцеса Анна Катарина Констанца от Полша и Швеция (1619 – 1651)
∞ 2. 1653 принцеса Елизабет Амалия фон Хесен-Дармщат (1635 – 1709)